# Іван і Феба
«Іван і Феба» — роман сучасної письменниці Оксани Луцишиної, сюжет якого охоплює події Революції на граніті, а також період з останнього правління радянської влади до перших років української незалежности.

## Історія написання
Ідея написати роман у письменниці виникла давно: ще під час аспірантури в США. Сама авторка, Оксана Луцишина, зазначала, що для того, аби написати роман «Іван і Феба», зверталася до різних джерел: дещо брала з пам'яті; зверталася до архіву, щоб почитати книги, газети, журнали тих часів; опитувала учасників подій. Так вона спілкувалася з Маркіяном Іващишиним та Ігорем Коцюрубою, а спогади, закарбовані в пам'яті, так і стали основою її нового роману.
Для Українського радіо жінка поділилася своїм досвідом спілкування з учасниками: «Це було безцінно. Навіть познайомитися з цими людьми було надзвичайно важливо. Я й досі не можу отямитися, що їх немає. Говорила з іншими учасниками революції. З усіма ними треба розмовляти. Це люди, яких варто записувати.»
Роман вийшов друком 2019-го року на Форумі видавці.

## Сюжет
Сюжет твору розгортається навколо головного героя — Івана, крізь призму якого зображено погляди й наслідки переломного моменту в історії України — періоду завершення радянської влади та здобуття незалежности. Іван працює в ужгородському банку й вирішує одружитися з Марічкою, яка просить називати себе Фебою (від імені бога поезії), але взаємного кохання у них так і не виникло. На весіллі у нього виникає план втечі, проте через поранену руку план так і не було реалізовано. Через романтизовані ілюзії Іван вирішує вирушити на Майдан, а коли потрапляє туди — розчаровується, що там нічого не відбувається. Дія відбувається у тьох містах: Львові, Києві, де вже була «Революція на граніті», та Ужгороді, звідки походить сам герой твору.

## Композиція
Події у творі Оксана Луцишина зображує непослідовно, ніби спеціально заплутує читача. У першій частині — наявні роздуми про гендерні стосунки, психологічна характеристика персонажів, відчутний моральний тиск автора. У другій — опис внутрішнього стану героїв відсутні, натомість авторка робить акцент на важливих суспільно-політичних подіях. Важливу цінність має частина роману, де події відбуваються у Києві, (тут та ж таки Революція на граніті). У цій частині зображені важливі національні події, які стають головними, а сюжетна лінія Івана відходить на другорядний план.

## Характеристика персонажів твору
Іван — головний персонаж роману. Він часто постає слабкою людиною, яка хоч і починає, на перший погляд, щось робити, бунтувати, але справи так і не доводить до кінця. На нього постійно тиснуть зовнішні обставини, та й сам він постає радше жертвою, аніж героєм. Цікавим є те, що читач може проаналізувати  розвиток його особистості крізь призму жінок, що його оточують: матір, яка характерна своєю гіперопікою над Іваном; його дружини — Феби, яка майже не має голосу в романі (до речі, Іван теж змушує її замовкнути, знищивши її вірші); Рози — першої дівчини Івана, від якої він тікає, бо розуміє, що вона морально сильніша за нього; Мілени — безособової героїні.
Марічка — дружина Івана. Дівчина має сильний потяг до написання поезії. Її «приземлена» родина не розуміє таких внутрішніх поривань до духовності, докоряє їй в усьому. Її стосунки з Іваном доволі напружені, а свекруха постійно дотинає тим, що та пише вірші, замість того, аби працювати в городі.
Маргіта — мати Івана. Жінка є яскравим прикладом патріархального світоустрою. Вона не поділяє думки свого сина, категорично проти його діяльності на Майдані, хоча й дізнається про це значно пізніше. По суті уся родина Івана, коли вони сидять за столом, або мовчить, або кричить — радянські часи повністю знівелювали ідилію зразкової сім'ї.
Роза — перша дівчина Івана. У тексті дівчина згадується мало, проте й від неї Іван теж утікає, адже відчуває моральний тиск Рози. Дівчина морально сильніша за хлопця й біля неї він почуває себе жертвою.
Мілена — безособова героїня в романі, в якій Іван знаходить тимчасову розраду.

## Цитати з твору
- …А тепер — рука! Ще один знак, на додачу до перших двох. Був оточений знаками — ну добре, то що там іще? Стеля йому впаде на голову?
- "Своя держава? — перепитав Іван, ледве стримуючись, аби не зареготати другові в лице. Своя держава?! Усі вони розводяться про свою державу, коли хочуть поділити Україну на криваві кавалки.
- Іван переважно не розповідав про Майдан, не хотів, аби правда дійшла до Маргіти, навіть до камер там, на граніті, сидів спиною, не кажучи вже про інтерв'ю, від яких відмовлявся навідріз…
- «Ти не розумієш, — виговорював матері, — таж якби Бандера і Мельник були б іншими людьми, все було б не та, і якби не вбили Коновальця…»
- Із перших же днів Іван почав розуміти, що живуть тут не за радянськими законами. Ціла ця спільнота знайшла собі власні стратегії опору та виживання.
- Хлопці відмовилися бути сірими, наляканими тінями, адже таких була повна країна.
- Охорону годували, ясна річ, не в таборі, щоб, Боже збав, не мучити голодуючих виглядом і запахом їжі.

## Авторка про твір
«Це твір про 90-ті і про Революцію на граніті. Це художній твір, він не претендує на історичність, але претендує на осмислення ідей.
Хотілося б вірити, що він розрахований на дуже різного читача. Перш за все на читача, який цікавиться таким осмисленням, і хотілося б, щоб таких читачів було найбільше. Тому що ми тільки приходимо впритул до необхідності такого осмислення.
У творі є сюжет, є любовні лінії, тож це буде цікаво будь-якому читачеві, хто любить читати»

## Видання
2019 рік — Видавництво Старого Лева

## Нагороди
- Національна премія України імені Тараса Шевченка — 2019
- Премія міста літератури ЮНЕСКО — 2019